# Temporada 2010 de Fórmula 1
La temporada 2010 de Fórmula 1 fou la 61a temporada de la història de la Fórmula 1. La temporada incorporà canvis importants en el reglament, com ara la prohibició de posar benzina durant la cursa o el canvi de puntuació (puntuaven els deu primers classificats amb 25, 18, 15, 12, 10, 8, 6, 4, 2 i 1 punts, respectivament). L'equip Red Bull Racing va guanyar tant el campionat de pilots (Sebastian Vettel) com el de constructors.
Campió del Món: Sebastian Vettel

## Presentació prèvia
- Defensor del títol:  Jenson Button
- Constructor defensor:  Mercedes GP (com a Brawn GP)

## Calendari
| Nº | Nom           | Circuit                      | Lloc         | Data           | Pole             | Volta ràpida     | Pilot guanyador  | Equip guanyador | Resultats |
| -- | ------------- | ---------------------------- | ------------ | -------------- | ---------------- | ---------------- | ---------------- | --------------- | --------- |
| 1  | Bahrain       | Circuit de Bahrain           | Sakhir       | 14 de març     | Sebastian Vettel | Fernando Alonso  | Fernando Alonso  | Ferrari         | Resultats |
| 2  | Austràlia     | Albert Park                  | Melbourne    | 28 de març     | Sebastian Vettel | Mark Webber      | Jenson Button    | McLaren         | Resultats |
| 3  | Malàisia      | Sepang                       | Kuala Lumpur | 4 d'abril      | Mark Webber      | Mark Webber      | Sebastian Vettel | Red Bull        | Resultats |
| 4  | Xina          | Internacional de Xangai      | Xangai       | 18 d'abril     | Sebastian Vettel | Lewis Hamilton   | Jenson Button    | McLaren         | Resultats |
| 5  | Espanya       | Catalunya                    | Montmeló     | 9 de maig      | Mark Webber      | Lewis Hamilton   | Mark Webber      | Red Bull        | Resultats |
| 6  | Mònaco        | Urbà de Montecarlo           | Montecarlo   | 16 de maig     | Mark Webber      | Sebastian Vettel | Mark Webber      | Red Bull        | Resultats |
| 7  | Turquia       | Istanbul Park                | Istanbul     | 30 de maig     | Mark Webber      | Vitali Petrov    | Lewis Hamilton   | McLaren         | Resultats |
| 8  | Canadà        | Gilles Villeneuve            | Mont-real    | 13 de juny     | Lewis Hamilton   | Robert Kubica    | Lewis Hamilton   | McLaren         | Resultats |
| 9  | Europa        | Urbà de València             | València     | 27 de juny     | Sebastian Vettel | Jenson Button    | Sebastian Vettel | Red Bull        | Resultats |
| 10 | Gran Br.      | Silverstone                  | Silverstone  | 11 de juliol   | Sebastian Vettel | Fernando Alonso  | Mark Webber      | Red Bull        | Resultats |
| 11 | Alemanya      | Hockenheim                   | Hockenheim   | 25 de juliol   | Sebastian Vettel | Sebastian Vettel | Fernando Alonso  | Ferrari         | Resultats |
| 12 | Hongria       | Hungaroring                  | Budapest     | 1 d'agost      | Sebastian Vettel | Sebastian Vettel | Mark Webber      | Red Bull        | Resultats |
| 13 | Bèlgica       | Spa-Francorchamps            | Spa          | 29 d'agost     | Mark Webber      | Lewis Hamilton   | Lewis Hamilton   | McLaren         | Resultats |
| 14 | Itàlia        | Autodromo Nazionale di Monza | Monza        | 12 de setembre | Fernando Alonso  | Fernando Alonso  | Fernando Alonso  | Ferrari         | Resultats |
| 15 | Singapur      | Marina Bay                   | Singapur     | 26 de setembre | Fernando Alonso  | Fernando Alonso  | Fernando Alonso  | Ferrari         | Resultats |
| 16 | Japó          | Suzuka                       | Suzuka       | 10 d'octubre   | Sebastian Vettel | Mark Webber      | Sebastian Vettel | Red Bull        | Resultats |
| 17 | Corea del Sud | Corea                        | Yeongam      | 24 d'octubre   | Sebastian Vettel | Fernando Alonso  | Fernando Alonso  | Ferrari         | Resultats |
| 18 | Brasil        | Carlos Pace de Interlagos    | Sao Paulo    | 7 de novembre  | Nico Hülkenberg  | Lewis Hamilton   | Sebastian Vettel | Red Bull        | Resultats |
| 19 | Abu Dhabi     | Yas Island                   | Abu Dhabi    | 14 de novembre | Sebastian Vettel | Lewis Hamilton   | Sebastian Vettel | Red Bull        | Resultats |

## Equips confirmats
| Equip                                        | Xassís      | Motor           |
| -------------------------------------------- | ----------- | --------------- |
| Vodafone McLaren Mercedes                    | MP4-25      | Mercedes F0108X |
| Mercedes Grand Prix Petronas                 | MGP W01     | Mercedes F0108X |
| Red Bull Racing                              | RB6-Renault | Renault RS27    |
| Scuderia Ferrari Marlboro Santander          | F10         | Ferrari 056     |
| AT&T WilliamsF1 Team                         | FW32        | Cosworth CA2010 |
| Renault F1 Team                              | R30         | Renault RS27    |
| Force India F1 Team                          | VJM03       | Mercedes F0108X |
| Scuderia Toro Rosso                          | STR5        | Ferrari 056     |
| Lotus F1 Racing                              | T127        | Cosworth CA2010 |
| Campos Meta, refundat com Hispania Racing F1 | R01         | Cosworth CA2010 |
| Virgin Racing                                | VR01        | Cosworth CA2010 |
| Team Sauber F1                               | C29         | Ferrari 056     |

Tot i tenir plaça confirmada per la temporada 2010, va haver de renunciar-hi per problemes econòmics:
| Equip      | Xassís | Motor    |
| ---------- | ------ | -------- |
| US F1 Team | Type 1 | Cosworth |

## Puntuació
| Posició | 1º | 2º | 3º | 4º | 5º | 6º | 7º | 8º | 9º | 10º | 11º | 12º | 13º | 14º | 15º | 16º | 17º | 18º | 19º | 20º | 21º | 22º | 23º | 24º |
| Punts   | 25 | 18 | 15 | 12 | 10 | 8  | 6  | 4  | 2  | 1   | 0   | 0   | 0   | 0   | 0   | 0   | 0   | 0   | 0   | 0   | 0   | 0   | 0   | 0   |

## Classificació Pilots
| Pos | Pilot              | BHR · | AUS · | MAL · | XIN · | ESP · | MON · | TUR · | CAN · | EUR · | GBR · | ALE · | HON · | BEL · | ITA · | SIN · | JAP · | COR · | BRA · | ABU · | Punts |
| --- | ------------------ | ----- | ----- | ----- | ----- | ----- | ----- | ----- | ----- | ----- | ----- | ----- | ----- | ----- | ----- | ----- | ----- | ----- | ----- | ----- | ----- |
| 1   | Sebastian Vettel   | 4     | Ret   | 1     | 6     | 3     | 2     | Ret   | 4     | 1     | 7     | 3     | 3     | 15    | 4     | 2     | 1     | Ret   | 1     | 1     | 256   |
| 2   | Fernando Alonso    | 1     | 4     | 13†   | 4     | 2     | 6     | 8     | 3     | 8     | 14    | 1     | 2     | Ret   | 1     | 1     | 3     | 1     | 3     | 7     | 252   |
| 3   | Mark Webber        | 8     | 9     | 2     | 8     | 1     | 1     | 3     | 5     | Ret   | 1     | 6     | 1     | 2     | 6     | 3     | 2     | Ret   | 2     | 8     | 242   |
| 4   | Lewis Hamilton     | 3     | 6     | 6     | 2     | 14†   | 5     | 1     | 1     | 2     | 2     | 4     | Ret   | 1     | Ret   | Ret   | 5     | 2     | 4     | 2     | 240   |
| 5   | Jenson Button      | 7     | 1     | 8     | 1     | 5     | Ret   | 2     | 2     | 3     | 4     | 5     | 8     | Ret   | 2     | 4     | 4     | 12    | 5     | 3     | 214   |
| 6   | Felipe Massa       | 2     | 3     | 7     | 9     | 6     | 4     | 7     | 15    | 11    | 15    | 2     | 4     | 4     | 3     | 8     | Ret   | 3     | 15    | 10    | 144   |
| 7   | Nico Rosberg       | 5     | 5     | 3     | 3     | 13    | 7     | 5     | 6     | 10    | 3     | 8     | Ret   | 6     | 5     | 5     | 17†   | Ret   | 6     | 4     | 142   |
| 8   | Robert Kubica      | 11    | 2     | 4     | 5     | 8     | 3     | 6     | 7     | 5     | Ret   | 7     | Ret   | 3     | 8     | 7     | Ret   | 5     | 9     | 5     | 136   |
| 9   | Michael Schumacher | 6     | 10    | Ret   | 10    | 4     | 12    | 4     | 11    | 15    | 9     | 9     | 11    | 7     | 9     | 13    | 6     | 4     | 7     | Ret   | 72    |
| 10  | Rubens Barrichello | 10    | 8     | 12    | 12    | 9     | Ret   | 14    | 14    | 4     | 5     | 12    | 10    | Ret   | 10    | 6     | 9     | 7     | 14    | 12    | 47    |
| 11  | Adrian Sutil       | 12    | Ret   | 5     | 11    | 7     | 8     | 9     | 10    | 6     | 8     | 17    | Ret   | 5     | 16    | 9     | Ret   | Ret   | 12    | 13    | 47    |
| 12  | Kamui Kobayashi    | Ret   | Ret   | Ret   | Ret   | 12    | Ret   | 10    | Ret   | 7     | 6     | 11    | 9     | 8     | Ret   | Ret   | 7     | 8     | 10    | 14    | 32    |
| 13  | Vitali Petrov      | Ret   | Ret   | Ret   | 7     | 11    | 13†   | 15    | 17    | 14    | 13    | 10    | 5     | 9     | 13    | 11    | Ret   | Ret   | 16    | 6     | 27    |
| 14  | Nico Hülkenberg    | 14    | Ret   | 10    | 15    | 16    | Ret   | 17    | 13    | Ret   | 10    | 13    | 6     | 14    | 7     | 10    | Ret   | 10    | 8     | 16    | 22    |
| 15  | Vitantonio Liuzzi  | 9     | 7     | Ret   | Ret   | 15†   | 9     | 13    | 9     | 16    | 11    | 16    | 13    | 10    | 12    | Ret   | Ret   | 6     | Ret   | Ret   | 21    |
| 16  | Sébastien Buemi    | 16†   | Ret   | 11    | Ret   | Ret   | 10    | 16    | 8     | 9     | 12    | Ret   | 12    | 12    | 11    | 14    | 10    | Ret   | 13    | 15    | 8     |
| 17  | Pedro de la Rosa   | Ret   | 12    | NVS   | Ret   | Ret   | Ret   | 11    | Ret   | 12    | Ret   | 14    | 7     | 11    | 14    |       |       |       |       |       | 6     |
| 18  | Nick Heidfeld      |       |       |       |       |       |       |       |       |       |       |       |       |       |       | Ret   | 8     | 9     | 17    | 11    | 6     |
| 19  | Jaume Alguersuari  | 13    | 11    | 9     | 13    | 10    | 11    | 12    | 12    | 13    | Ret   | 15    | Ret   | 13    | 15    | 12    | 11    | 11    | 11    | 9     | 5     |
| 20  | Heikki Kovalainen  | 15    | 13    | Ret   | 14    | NVS   | Ret   | Ret   | 16    | Ret   | 17    | Ret   | 14    | 16    | 18    | 16†   | 12    | 13    | 18    | 17    | 0     |
| 21  | Jarno Trulli       | 17†   | NVS   | 17    | Ret   | 17    | 15†   | Ret   | Ret   | 21    | 16    | Ret   | 15    | 19    | Ret   | Ret   | 13    | Ret   | 19    | 21†   | 0     |
| 22  | Karun Chandhok     | Ret   | 14    | 15    | 17    | Ret   | 14†   | 20†   | 18    | 18    | 19    |       |       |       |       |       |       |       |       |       | 0     |
| 23  | Bruno Senna        | Ret   | Ret   | 16    | 16    | Ret   | Ret   | Ret   | Ret   | 20    |       | 19    | 17    | Ret   | Ret   | Ret   | 15    | 14    | 21    | 19    | 0     |
| 24  | Lucas di Grassi    | Ret   | Ret   | 14    | Ret   | 19    | Ret   | 19    | 19    | 17    | Ret   | Ret   | 18    | 17    | 20    | 15    | NVS   | Ret   | NC    | 18    | 0     |
| 25  | Timo Glock         | Ret   | Ret   | Ret   | NVS   | 18    | Ret   | 18    | Ret   | 19    | 18    | 18    | 16    | 18    | 17    | Ret   | 14    | Ret   | 20    | Ret   | 0     |
| 26  | Sakon Yamamoto     |       |       |       |       |       |       |       |       |       | 20    | Ret   | 19    | 20    | 19    |       | 16    | 15    |       |       | 0     |
| 27  | Christian Klien    |       |       |       |       |       |       |       |       |       |       |       |       |       |       | Ret   |       |       | 22    | 20    | 0     |
| Pos | Pilot              | BHR · | AUS · | MAL · | XIN · | ESP · | MON · | TUR · | CAN · | EUR · | GBR · | ALE · | HON · | BEL · | ITA · | SIN · | JAP · | COR · | BRA · | ABU · | Punts |

| Color    | Llegenda                          |
| -------- | --------------------------------- |
| Or       | Guanyador                         |
| Argent   | 2n lloc                           |
| Bronze   | 3r lloc                           |
| Verd     | Posició amb punts                 |
| Blau     | Posició sense punts               |
| Lila     | Retirat (Ret)                     |
| Salmó    | No classificat (NVQ)              |
| Negre    | Desqualificat (DSQ)               |
| Blau cel | Test divendres (TD) - (2003-2007) |
| Blanc    | No va sortir (NVS)                |
| Blanc    | No va entrenar (NVP)              |
| Blanc    | Lesió (Les)                       |
| Blanc    | Exclòs (EX)                       |

| Estat   | Resultat                                                     |
| Negreta | Pole position                                                |
| Cursiva | Volta ràpida                                                 |
| †       | Abandona, però es classifica en completar el 90% de la cursa |

## Constructors
| Pos | Constructor          | Cotxe No. | BHR · | AUS · | MAL · | XIN · | ESP · | MON · | TUR · | CAN · | EUR · | GBR · | ALE · | HON · | BEL · | ITA · | SIN · | JAP · | COR · | BRA · | ABU · | Punts |
| --- | -------------------- | --------- | ----- | ----- | ----- | ----- | ----- | ----- | ----- | ----- | ----- | ----- | ----- | ----- | ----- | ----- | ----- | ----- | ----- | ----- | ----- | ----- |
| 1   | Red Bull-Renault     | 5         | 4     | Ret   | 1     | 6     | 3     | 2     | Ret   | 4     | 1     | 7     | 3     | 3     | 15    | 4     | 2     | 1     | Ret   | 1     | 1     | 498   |
| 1   | Red Bull-Renault     | 6         | 8     | 9     | 2     | 8     | 1     | 1     | 3     | 5     | Ret   | 1     | 6     | 1     | 2     | 6     | 3     | 2     | Ret   | 2     | 8     | 498   |
| 2   | McLaren-Mercedes     | 1         | 7     | 1     | 8     | 1     | 5     | Ret   | 2     | 2     | 3     | 4     | 5     | 8     | Ret   | 2     | 4     | 4     | 12    | 5     | 3     | 454   |
| 2   | McLaren-Mercedes     | 2         | 3     | 6     | 6     | 2     | 14†   | 5     | 1     | 1     | 2     | 2     | 4     | Ret   | 1     | Ret   | Ret   | 5     | 2     | 4     | 2     | 454   |
| 3   | Ferrari              | 7         | 2     | 3     | 7     | 9     | 6     | 4     | 7     | 15    | 11    | 15    | 2     | 4     | 4     | 3     | 8     | Ret   | 3     | 15    | 10    | 396   |
| 3   | Ferrari              | 8         | 1     | 4     | 13†   | 4     | 2     | 6     | 8     | 3     | 8     | 14    | 1     | 2     | Ret   | 1     | 1     | 3     | 1     | 3     | 7     | 396   |
| 4   | Mercedes             | 3         | 6     | 10    | Ret   | 10    | 4     | 12    | 4     | 11    | 15    | 9     | 9     | 11    | 7     | 9     | 13    | 6     | 4     | 7     | Ret   | 214   |
| 4   | Mercedes             | 4         | 5     | 5     | 3     | 3     | 13    | 7     | 5     | 6     | 10    | 3     | 8     | Ret   | 6     | 5     | 5     | 17†   | Ret   | 6     | 4     | 214   |
| 5   | Renault              | 11        | 11    | 2     | 4     | 5     | 8     | 3     | 6     | 7     | 5     | Ret   | 7     | Ret   | 3     | 8     | 7     | Ret   | 5     | 9     | 5     | 163   |
| 5   | Renault              | 12        | Ret   | Ret   | Ret   | 7     | 11    | 13†   | 15    | 17    | 14    | 13    | 10    | 5     | 9     | 13    | 11    | Ret   | Ret   | 16    | 6     | 163   |
| 6   | Williams-Cosworth    | 9         | 10    | 8     | 12    | 12    | 9     | Ret   | 14    | 14    | 4     | 5     | 12    | 10    | Ret   | 10    | 6     | 9     | 7     | 14    | 12    | 69    |
| 6   | Williams-Cosworth    | 10        | 14    | Ret   | 10    | 15    | 16    | Ret   | 17    | 13    | Ret   | 10    | 13    | 6     | 14    | 7     | 10    | Ret   | 10    | 8     | 16    | 69    |
| 7   | Force India-Mercedes | 14        | 12    | Ret   | 5     | 11    | 7     | 8     | 9     | 10    | 6     | 8     | 17    | Ret   | 5     | 16    | 9     | Ret   | Ret   | 12    | 13    | 68    |
| 7   | Force India-Mercedes | 15        | 9     | 7     | Ret   | Ret   | 15†   | 9     | 13    | 9     | 16    | 11    | 16    | 13    | 10    | 12    | Ret   | Ret   | 6     | Ret   | Ret   | 68    |
| 8   | BMW Sauber-Ferrari   | 22        | Ret   | 12    | NVS   | Ret   | Ret   | Ret   | 11    | Ret   | 12    | Ret   | 14    | 7     | 11    | 14    | Ret   | 8     | 9     | 17    | 11    | 44    |
| 8   | BMW Sauber-Ferrari   | 23        | Ret   | Ret   | Ret   | Ret   | 12    | Ret   | 10    | Ret   | 7     | 6     | 11    | 9     | 8     | Ret   | Ret   | 7     | 8     | 10    | 14    | 44    |
| 9   | Toro Rosso-Ferrari   | 16        | 16†   | Ret   | 11    | Ret   | Ret   | 10    | 16    | 8     | 9     | 12    | Ret   | 12    | 12    | 11    | 14    | 10    | Ret   | 13    | 15    | 13    |
| 9   | Toro Rosso-Ferrari   | 17        | 13    | 11    | 9     | 13    | 10    | 11    | 12    | 12    | 13    | Ret   | 15    | Ret   | 13    | 15    | 12    | 11    | 11    | 11    | 9     | 13    |
| 10  | Lotus-Cosworth       | 18        | 17†   | NVS   | 17    | Ret   | 17    | 15†   | Ret   | Ret   | 21    | 16    | Ret   | 15    | 19    | Ret   | Ret   | 13    | Ret   | 19    | 21†   | 0     |
| 10  | Lotus-Cosworth       | 19        | 15    | 13    | Ret   | 14    | NVS   | Ret   | Ret   | 16    | Ret   | 17    | Ret   | 14    | 16    | 18    | 16†   | 12    | 13    | 18    | 17    | 0     |
| 11  | HRT-Cosworth         | 20        | Ret   | 14    | 15    | 17    | Ret   | 14†   | 20†   | 18    | 18    | 19    | Ret   | 19    | 20    | 19    | Ret   | 16    | 15    | 22    | 20    | 0     |
| 11  | HRT-Cosworth         | 21        | Ret   | Ret   | 16    | 16    | Ret   | Ret   | Ret   | Ret   | 20    | 20    | 19    | 17    | Ret   | Ret   | Ret   | 15    | 14    | 21    | 19    | 0     |
| 12  | Virgin-Cosworth      | 24        | Ret   | Ret   | Ret   | NVS   | 18    | Ret   | 18    | Ret   | 19    | 18    | 18    | 16    | 18    | 17    | Ret   | 14    | Ret   | 20    | Ret   | 0     |
| 12  | Virgin-Cosworth      | 25        | Ret   | Ret   | 14    | Ret   | 19    | Ret   | 19    | 19    | 17    | Ret   | Ret   | 18    | 17    | 20    | 15    | NVS   | Ret   | NC    | 18    | 0     |
| Pos | Constructor          | Cotxe No. | BHR · | AUS · | MAL · | XIN · | ESP · | MON · | TUR · | CAN · | EUR · | GBR · | ALE · | HON · | BEL · | ITA · | SIN · | JAP · | COR · | BRA · | ABU · | Punts |

## Estadístiques

### Pilots
| Pos | Pilot              | Equip                  | Curses iniciades | Victòries | Podis | Poles | V Ràpides | Punts |
| --- | ------------------ | ---------------------- | ---------------- | --------- | ----- | ----- | --------- | ----- |
| 1   | Sebastian Vettel   | Red Bull - Renault     | 19               | 5         | 10    | 10    | 3         | 256   |
| 2   | Fernando Alonso    | Ferrari                | 19               | 5         | 10    | 2     | 5         | 252   |
| 3   | Mark Webber        | Red Bull - Renault     | 19               | 4         | 9     | 5     | 3         | 242   |
| 4   | Lewis Hamilton     | McLaren - Mercedes     | 19               | 3         | 9     | 1     | 5         | 222   |
| 5   | Jenson Button      | McLaren - Mercedes     | 19               | 2         | 6     |       | 1         | 199   |
| 6   | Felipe Massa       | Ferrari                | 19               |           | 5     |       |           | 143   |
| 7   | Nico Rosberg       | Mercedes               | 19               |           | 3     |       |           | 130   |
| 8   | Robert Kubica      | Renault                | 19               |           | 3     |       | 1         | 126   |
| 9   | Michael Schumacher | Mercedes               | 19               |           |       |       |           | 72    |
| 10  | Rubens Barrichello | Williams - Cosworth    | 19               |           |       |       |           | 47    |
| 11  | Adrian Sutil       | Force India - Mercedes | 19               |           |       |       |           | 47    |
| 12  | Kamui Kobayashi    | BMW Sauber - Ferrari   | 19               |           |       |       |           | 32    |
| 13  | Nico Hülkenberg    | Williams - Cosworth    | 19               |           |       | 1     |           | 22    |
| 14  | Vitantonio Liuzzi  | Force India - Mercedes | 19               |           |       |       |           | 21    |
| 15  | Vitali Petrov      | Renault                | 19               |           |       |       | 1         | 19    |
| 16  | Sébastien Buemi    | Toro Rosso - Ferrari   | 19               |           |       |       |           | 8     |
| 17  | Pedro de la Rosa   | BMW Sauber - Ferrari   | 14               |           |       |       |           | 6     |
| 18  | Nick Heidfeld      | BMW Sauber - Ferrari   | 5                |           |       |       |           | 6     |
| 19  | Jaume Alguersuari  | Toro Rosso - Ferrari   | 19               |           |       |       |           | 5     |
| 20  | Heikki Kovalainen  | Lotus - Cosworth       | 19               |           |       |       |           | 0     |
| 21  | Jarno Trulli       | Lotus - Cosworth       | 19               |           |       |       |           | 0     |
| 22  | Karun Chandhok     | Hispania-Cosworth      | 10               |           |       |       |           | 0     |
| 23  | Bruno Senna        | Hispania-Cosworth      | 18               |           |       |       |           | 0     |
| 24  | Lucas di Grassi    | Virgin-Cosworth        | 19               |           |       |       |           | 0     |
| 25  | Timo Glock         | Virgin-Cosworth        | 19               |           |       |       |           | 0     |
| 26  | Sakon Yamamoto     | Hispania-Cosworth      | 7                |           |       |       |           | 0     |
| 27  | Christian Klien    | Hispania-Cosworth      | 3                |           |       |       |           | 0     |

### Constructors
| Pos | Constructor | Xassís            | Motor    | Curses Iniciades | Curses finalitzades | Victòries | Pòdiums | Poles | Voltes ràpides | Punts |
| --- | ----------- | ----------------- | -------- | ---------------- | ------------------- | --------- | ------- | ----- | -------------- | ----- |
| 1   | Red Bull    | Red Bull RB6      | Renault  | 38               | 33                  | 9         | 20      | 16    | 6              | 498   |
| 2   | McLaren     | McLaren MP4-25    | Mercedes | 38               | 31                  | 5         | 16      | 1     | 6              | 454   |
| 3   | Ferrari     | Ferrari F10       | Ferrari  | 38               | 36                  | 5         | 15      | 2     | 5              | 396   |
| 4   | Mercedes    | Mercedes MGP W01  | Mercedes | 38               | 33                  | 0         | 3       | 0     | 0              | 214   |
| 5   | Renault     | Renault R30       | Renault  | 38               | 29                  | 0         | 3       | 0     | 2              | 163   |
| 6   | Williams    | Williams FW32     | Cosworth | 38               | 32                  | 0         | 0       | 0     | 0              | 69    |
| 7   | Force India | Force India VJM03 | Mercedes | 38               | 27                  | 0         | 0       | 0     | 0              | 68    |
| 8   | BMW Sauber  | Sauber C29        | Ferrari  | 38               | 24                  | 0         | 0       | 0     | 0              | 44    |
| 9   | Toro Rosso  | Toro Rosso STR5   | Ferrari  | 38               | 30                  | 0         | 0       | 0     | 0              | 13    |
| 10  | Lotus       | Lotus T127        | Cosworth | 36               | 22                  | 0         | 0       | 0     | 0              | 0     |
| 11  | HRT         | Hispania F110     | Cosworth | 38               | 23                  | 0         | 0       | 0     | 0              | 0     |
| 12  | Virgin      | Virgin VR-01      | Cosworth | 37               | 21                  | 0         | 0       | 0     | 0              | 0     |